# روبرت دبليو. راسيل
روبرت دبليو. راسيل (بالإنجليزية: Robert W. Russell)‏ هو كاتب سيناريو أمريكي، ولد في 19 يناير 1912، وتوفي في 11 فبراير 1992 في نيويورك في الولايات المتحدة.

## وصلات خارجية
- روبرت راسيل على موقع IMDb (الإنجليزية)
- روبرت راسيل على موقع ميوزك برينز (الإنجليزية)
- روبرت راسيل على موقع قاعدة بيانات برودواي على الإنترنت (الإنجليزية)
- روبرت راسيل على موقع قاعدة بيانات الفيلم (الإنجليزية)